# DELTA
DELTA (англ. Dortmund ELectron Test Accelerator) — ускорительный комплекс, источник синхротронного излучения третьего поколения, расположенный в Дортмунде, Германия. Создан и эксплуатируется с 1994 года силами Технического университета Дортмунда.
Комплекс состоит из линейного ускорителя электронов на энергию 75 МэВ, бустерного синхротрона BoDo (Booster Dortmund) на полную энергию, и основного накопителя DELTA на энергию 0.3 — 1.5 ГэВ. В прямолинейных промежутках накопителя установлены 3 излучающих ондулятора, один из которых (FELICITA I) может функционировать как лазер на свободных электронах, кроме того имеются выводы синхротронного излучения из поворотных магнитов в арках.
| Основные параметры синхротрона | Основные параметры синхротрона |
| ------------------------------ | ------------------------------ |
| Энергия электронов, E          | 1.5 ГэВ                        |
| Периметр, П                    | 115.2 м                        |
| Частота ВЧ, fвч                | 500 МГц                        |
| Горизонтальный эмиттанс, εx    | 5 нм·рад                       |
| Время жизни пучка, τ           | 10 часов                       |
| Полный ток пучка, Ib           | 130 мА                         |